# Ctenochira adeps
Ctenochira adeps là một loài tò vò trong họ Ichneumonidae.